# Arsenieto
Arsenieto é um anião de arsénio com carga −3. O trianião é formado pela redução de arseénio em três electrões. Por exemplo, o aquecimento de pó de arsénio com excesso de sódio, produz arsenieto de sódio (Na3As). Os aniões não existem em solução dado serem extremamente básicos. Estes sais têm energias reticulares muito altas.
Um composto de arsenieto é um composto com arsénio no estado de oxidação −3, mas o termo é aplicado de forma vaga. O mineral sperrylite é desigando como um arsenieto de platina, mas o estado de oxidação formal do arsénio é −2. A descrição do arsenieto de gálio (GaAs) é mais simples, uma vez que apresenta centros de arsénio isolados.